# Bretagne Classic Ouest-France 2017
La Bretagne Classic Ouest-France 2017, ottantunesima edizione della corsa e valevole come trentaduesima prova dell'UCI World Tour 2017 categoria 1.UWT, si svolse il 27 agosto 2017 su un percorso di 241,7 km, con partenza e traguardo a Plouay, in Francia. La vittoria fu appannaggio dell'italiano Elia Viviani, il quale completò il percorso in 5h51'39", alla media di 40,899 km/h, precedendo il norvegese Alexander Kristoff e il connazionale Sonny Colbrelli.
Sul traguardo di Plouay 122 ciclisti, su 197 partenti, portarono a termine la competizione.

## Squadre e corridori partecipanti
| N.      | Cod. | Squadra             |
| ------- | ---- | ------------------- |
| 1-8     | ALM  | AG2R La Mondiale    |
| 11-18   | CDT  | Cannondale-Drapac   |
| 21-28   | FDJ  | FDJ                 |
| 31-38   | AST  | Astana Pro Team     |
| 41-48   | TLJ  | Team Lotto NL-Jumbo |
| 51-58   | BMC  | BMC Racing Team     |
| 61-68   | TBM  | Bahrain-Merida      |
| 71-78   | BOH  | Bora-Hansgrohe      |
| 81-88   | DDD  | Team Dimension Data |
| 91-98   | LTS  | Lotto Soudal        |
| 101-108 | MOV  | Movistar Team       |
| 111-118 | QST  | Quick-Step Floors   |
| 121-128 | ORS  | Orica-Scott         |

| N.      | Cod. | Squadra                       |
| ------- | ---- | ----------------------------- |
| 131-138 | DEN  | Direct Énergie                |
| 141-148 | KAT  | Team Katusha Alpecin          |
| 151-158 | BRD  | Bardiani CSF                  |
| 161-168 | SKY  | Team Sky                      |
| 171-178 | UAD  | UAE Team Emirates             |
| 181-188 | TFO  | Fortuneo-Oscaro               |
| 191-198 | COF  | Cofidis, Solutions Crédits    |
| 201-208 | SUN  | Team Sunweb                   |
| 211-218 | TFS  | Trek-Segafredo                |
| 221-227 | WIL  | Wilier Triestina-Selle Italia |
| 231-238 | WGG  | Wanty-Groupe Gobert           |
| 241-248 | DMP  | Delko Marseille Provence KTM  |

## Ordine d'arrivo (Top 10)
| Pos. | Corridore          | Squadra      | Tempo    |
| ---- | ------------------ | ------------ | -------- |
| 1    | Elia Viviani       | Sky          | 5h51'39" |
| 2    | Alexander Kristoff | Katusha      | s.t.     |
| 3    | Sonny Colbrelli    | Bahrain-Mer. | s.t.     |
| 4    | Sep Vanmarcke      | Cannondale   | s.t.     |
| 5    | Michael Matthews   | Sunweb       | s.t.     |
| 6    | Ruben Guerreiro    | Trek         | s.t.     |
| 7    | E. Boasson Hagen   | Dimension    | s.t.     |
| 8    | Nacer Bouhanni     | FDJ          | s.t.     |
| 9    | Simone Consonni    | UAE          | s.t.     |
| 10   | Greg Van Avermaet  | BMC          | s.t.     |